# Hechtingsinstituut
Het Hechtingsinstituut (opgericht in 1990) is een onderdeel van de Technische Universiteit Delft. Het instituut is gespecialiseerd in lijm- en hechtingstechniek.

## Kennisoverdracht
Omdat er bij de technische universiteit van Delft veel kennis aanwezig was over lijm en lijmverbindingen, met name bij de 
faculteiten Luchtvaart- en Ruimtevaarttechniek, Natuurwetenschappen, 3mE (Mechanical, Maritime and Materials Engineering) en Civiele Techniek, heeft men in 1990 het Hechtingsinstituut opgericht om die kennis voor iedereen toegankelijk te maken. Deze kennis is in de loop der tijd verder aangevuld met ervaringen die werden opgedaan in Nederland en het buitenland. 
Naast het verrichten van onderzoek en het verzorgen van trainingen, inventariseert het instituut ook (inter)nationale voorschriften en eisen op het gebied van het testen van lijmverbindingen.
Partijen die bij het instituut aankloppen komen voornamelijk uit de vliegtuigbouw, (petro)chemie en 
levensmiddelenindustrie, maar vaak wordt men ook benaderd door het midden- en kleinbedrijf.